# 대한민국 민법 제228조
대한민국 민법 제228조는 여수급여청구권에 대한 민법조문이다.

## 조문
제228조 (여수급여청구권) 토지소유자는 과다한 비용이나 노력을 요하지 아니하고는 가용이나 토지이용에 필요한 물을 얻기 곤난한 때에는 이웃토지소유자에게 보상하고 여수의 급여를 청구할 수 있다.